# 集友銀行
22°17′02″N 114°09′22″E / 22.2839445°N 114.1560285°E
集友銀行有限公司（英語：Chiyu Banking Corporation Limited）註冊開業地在香港，是持牌銀行。1947年7月15日由祖籍福建省同安縣集美社的南洋華僑陳嘉庚等人在香港創辦，目的是為了解決集美大學經費短缺的困境，成立資金為10萬港元，從中獲得股息與紅利，使集美大學有一個長期以及穩定的經費來源。
集友銀行的註冊地址在香港德輔道中78號集友銀行大廈。

## 歷史
1943年10月1日，在福建臨時省會永安成立；抗戰期間在東興、柳州、泉州設立分支機構或辦事處，便利僑匯匯入支援抗戰。
1945年抗戰勝利後移設廈門；於1947年7月15日在香港正式開業，成為本港第39間領有執照的銀行。
1949年12月1日，廈門總行覆業，1950年9月，在上海設立分行。1951年，集友銀行獲准代理中國人民銀行各項儲蓄存款；1952年，獲准代理中國銀行華僑儲蓄存款業務。
1952年，集友銀行成為外匯銀行公會及香港銀行票據交換所成員，在1959年成為外匯授權銀行。
1970年，中國銀行香港分行向集友銀行增資500萬元港幣，成為集友銀行的最大股東。
1972年，集友銀行廈門總行、上海分行等內地各行相繼併入中國人民銀行。
1985年4月2日，集友銀行恢復在廈門設立辦事處，同年11月8日，恢復設立廈門分行。
集友銀行在香港設有24間分行。在中國大陸福建省福州市、廈門市，以及廣東省深圳市共有7間分支行。在1997年，該行的資產總值在世界銀行中排第603名。
集友銀行原本是中銀集團成員，在2001年10月1日起，中銀集團架構重組，集友銀行歸納成為中國銀行（香港）有限公司的附屬機構，為尊重小股東利益，其品牌獲保留，沒有併入中銀香港。
2016年12月22日，中銀香港出售集友銀行股份予廈門國際投資有限公司，出售計劃已獲得中華人民共和國財政部批准及香港金融管理局的原則性批准。
2017年3月27日，雙方聯合公佈，有關集友銀行股權轉讓的所有工作全部順利完成，集友即日起成為廈門國際銀行旗下公司。
2018年12月26日，集友銀行正式獲中國銀保監會批准，設立深圳分行，是中國銀保監會機構改革後首家獲批籌建的外資金融機構。

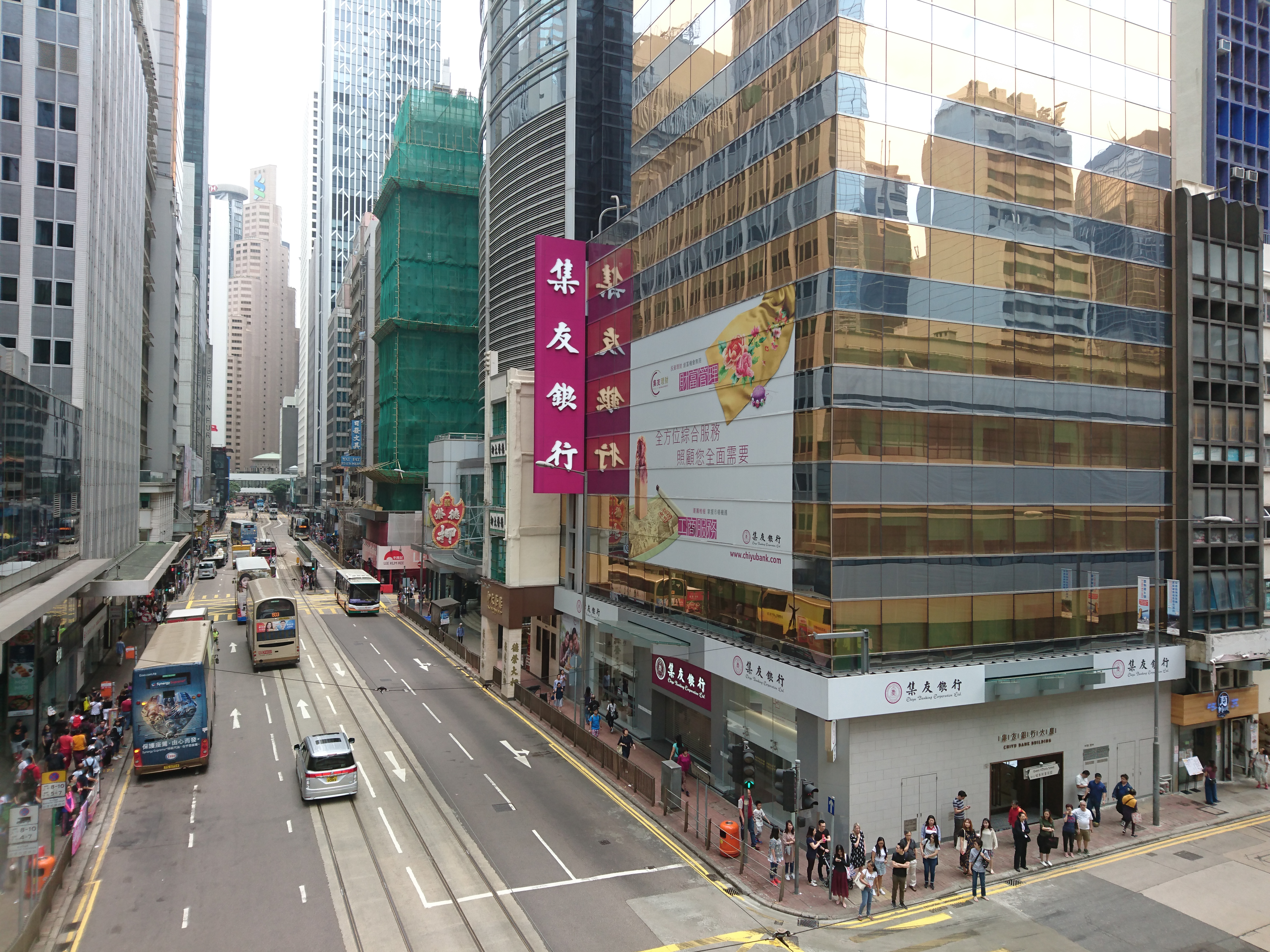
位於德輔道中的集友銀行大廈
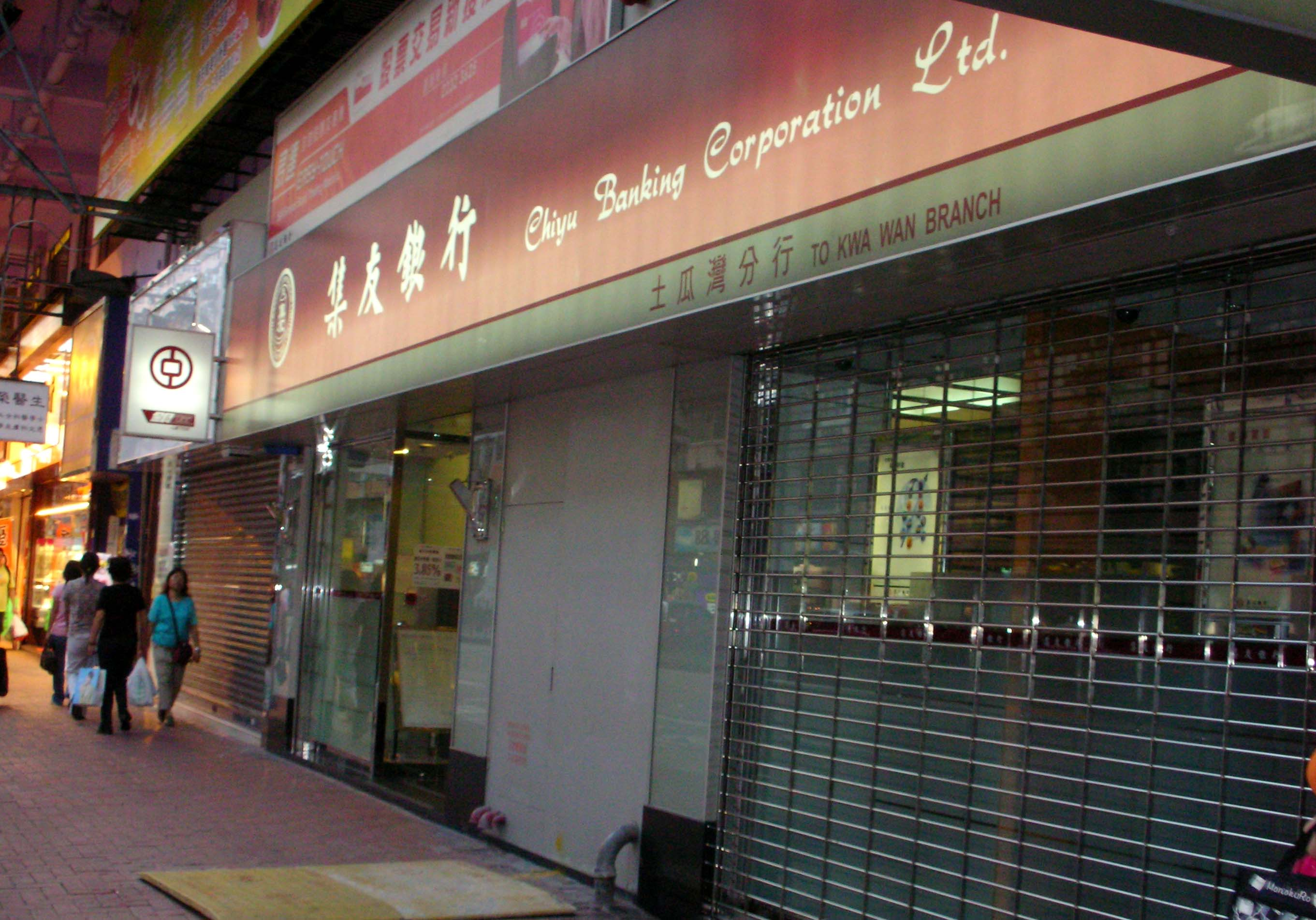
位於土瓜灣的集友銀行分行
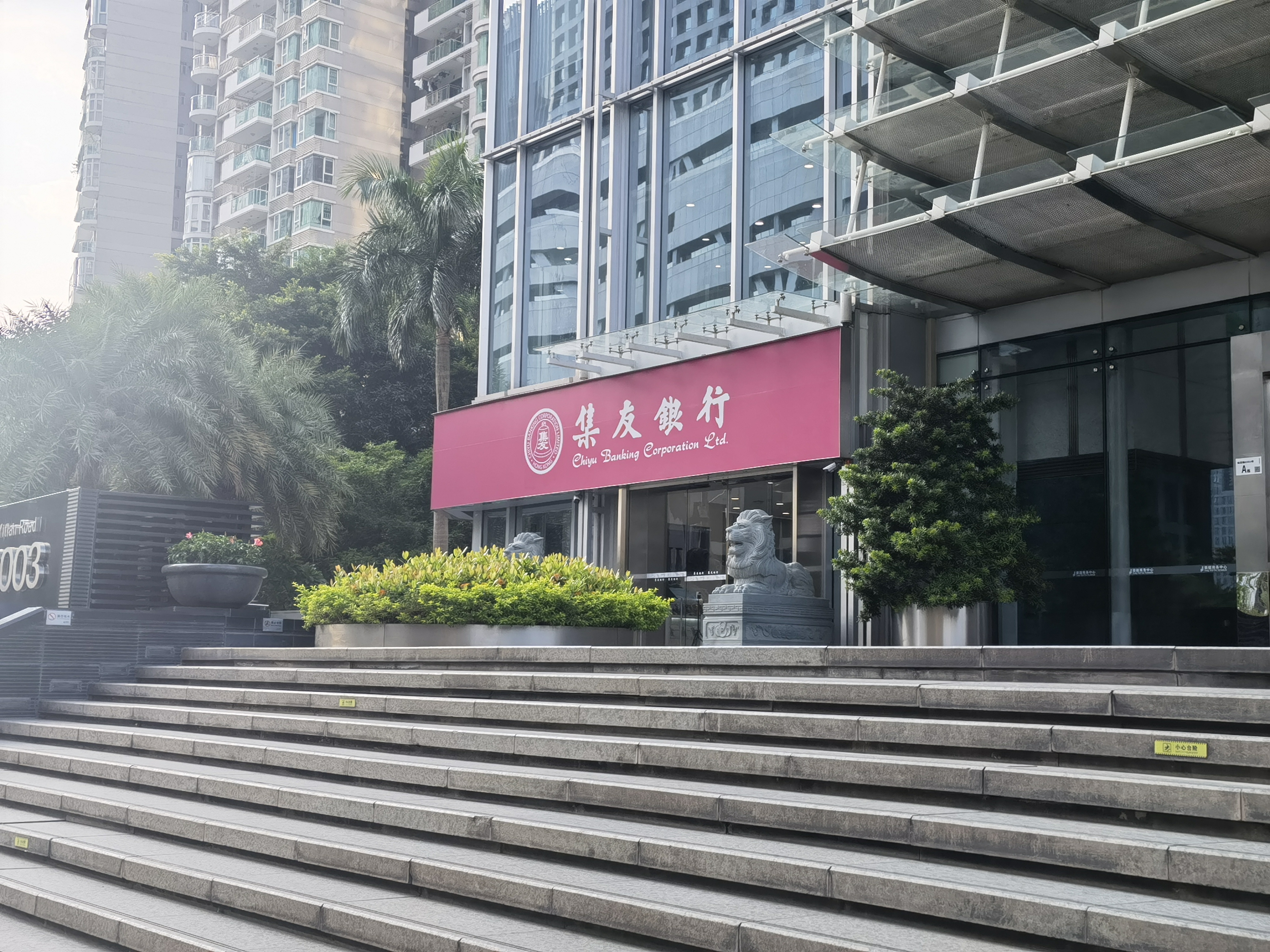
集友银行深圳分行
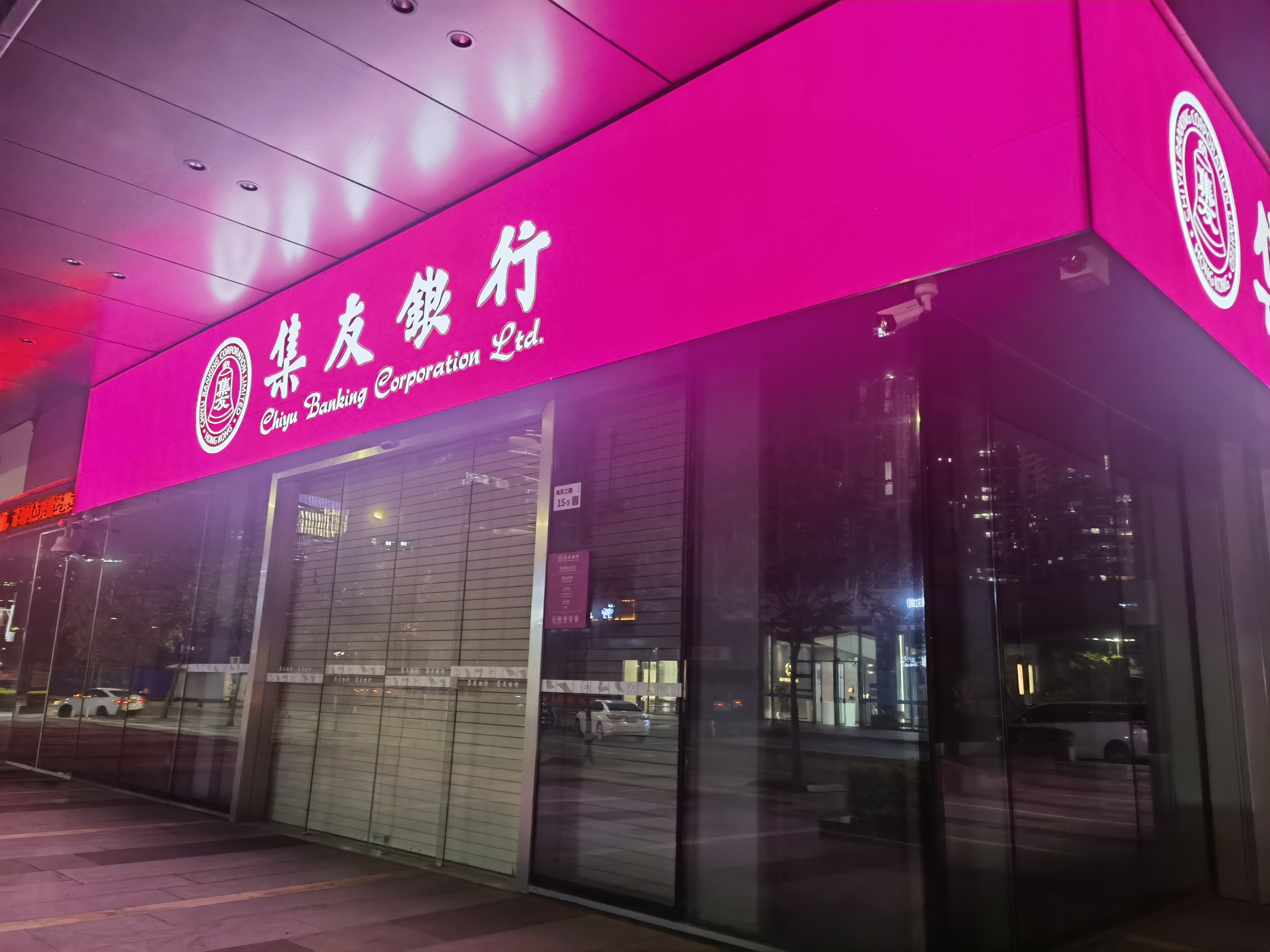
集友深圳南山支行

## 外部連結
- 集友銀行 （页面存档备份，存于）